# Angermania
Angermania (en sueco: Ångermanland [ˈɔ̂ŋːɛrman(ˌ)land]ⓘ; en latín: Angermannia) es una provincia histórica (en sueco: landskap) al noreste de Suecia. Limita con Medelpadia, Jemtia, Laponia, Vestrobotnia y el golfo de Botnia. El nombre Angermania viene del término en nórdico antiguo «anger», que significa «fiordo profundo» y se refiere a la gran desembocadura del río Ångerman.
En la actual organización territorial de Suecia no es una entidad administrativa, lo es sólo cultural e histórica, estando incluido la mayor parte de su territorio en la provincia de Vestronorlandia y en menor medida en las provincias de Vestrobotnia y Jemtia. 

## Historia
En 1721 Härnösand fue quemada hasta los cimientos por la armada rusa.

## Ciudades
Angermania se divide históricamente en las ciudades y distritos. Las principales ciudades de la provincia, con las fechas en las que alcanzaron dicho estatus, son:
- Härnösand (1585)
- Kramfors (1947)
- Sollefteå (1917)
- Örnsköldsvik (1893)

## Otros datos
- Montaña más alta: Bunkfjället 740 m
- Lago más grande: Tåsjön
- Parques nacionales: Skuleskogen

La línea costera en el Golfo de Botnia, llamada Höga kusten, junto con la línea costera finlandesa ha sido declarada por la UNESCO Patrimonio de la Humanidad con el de nombre Costa Alta / Archipiélago de Kvarken. La tierra todavía se eleva a un ritmo de aproximadamente un centímetro por año, como efecto de la última Edad de Hielo que terminó en el VII milenio a. C.